# Галецкий, Оскар
Оскар Халецкий (пол. Oskar Halecki, 26 мая 1891 Вена — 17 сентября 1973 Нью-Йорк) — польский историк, действительный член УСАН и Общества Шевченко.

## Биография
Родился в Вене в семье будущего фельдмаршал-лейтенанта австрийской армии Оскара Алоизия Халецкого. Среди предков по линии матери, хорватки Леопольдины Делиманич, были представители многих народов Центрально-Восточной Европы. Осознал себя поляком вследствие внутреннего выбора во время обучения в городе Краков. В 1915 году защитил докторскую диссертацию, в 1916-м получил хабилитацию. Особый интерес проявил к истории политических и церковных уний: польско-литовских (см. Кревская уния, Люблинская уния), Брестская уния, Сандомирская уния. Преподавал польский язык и восточно-европейскую историю в Варшавском университете и в Высшей школе политических наук.
Вторая мировая война застала его в США. В Париже начал организацию польского университета. В 1940 года вернулся в США. В 1942 году вместе с другими польскими учеными создал Польский институт наук и искусств в Америке. Был его директором и президентом до выхода на пенсию (1964). Постоянно работал в Фордемском университете в Нью-Йорке в 1944-61, кроме того, преподавал в Колумбийском университете, с 1950 — в Европейском колледже в Брюгге, возглавлял американское католическое историческое общество.
Сотрудничал с украинскими научными учреждениями и обществами в эмиграции. В Польшу из-за политики тогдашнего коммунистического режима путь ему был закрыт, его творчество очернялось. Как историк и как советник Лиги Наций Халецкий видел потребность в интеллектуальном сотрудничестве и общности интересов государств и народов Центрально-Восточной Европы.
Умер в Нью-Йорке.

## Труды
Его богатое научное наследие охватывает более 600 публикаций, в том числе «The History of Poland» (Лондон, 1943, 1-я версия — «La Pologne de 963—1914», Париж, 1933), а также многочисленные англоязычные переиздания, переводы финской, французской с английской версии, испанские, немецкие и польские труда — «Historia Polski» (Лондон, 1958); «From Florence to Brest (1439—1596)», 1-е изд. (Рим, 1958); «Od unii florenckiej do unii brzeskiej» (т. 1-2, Люблин, 1997; «Sacrum Poloniae Millenium» (т. 5; 2-е изд.: Хамден, 1968); «Borderlands of Western Civilization. A History of East Central Europe» (Нью-Йорк, 1952, немецкое переиздание — Зальцбург, 1957); «The Limits and Divizions of European History» (Лондон-Нью-Йорк, 1950, 1964; немецкое издание 1957; польское переиздание — «Historia Europy — jej i granice podziały»; Люблин, 1994).
- Halecki O. Polens Ostgrenze im Lichte der Geschichte Ostgaliziens, des Chelmer Landes und Podlachiens. — Wien: Perles, 1918. — 44 S. — (Polens Grenzprobleme, Bd. 1).